# Гера Сергій Володимирович
Сергій Володимирович Ге́ра (псевдонім Шура; нар. 8 січня 1974, Новояворівськ) — український музикант. Клавішник гурту «Друга Ріка». Колишній учасник гуртів «Скрябін» та «Dazzle Dreams».

## Біографія
Народився 8 січня 1974 року в Новояворівську. Його мати працювала вчителькою математики, батько — рятувальником. Має дві сестри. Навчався він у тій самій школі, що й Кузьма з Роєм, а також ходив у музичну школу матері Кузьми, котру закінчив по класу баян. Із цим баяном і пов'язана історія, котру Шура дуже любить згадувати.
Колись, ще напевне класі в п'ятому чи шостому, Шура виступав на сцені, граючи на баяні, і сидів на стільці. Раптом він піднявся. Мати Кузьми, котра керувала тим концертом, вирішивши, що стільчик більше не потрібний, прибрала його. Шура спокійно сів на порожнє місце і, звичайно, впав. Все це сталося на очах усієї школи. Кузьма жартував, що саме тоді Шурі «стукнуло в голову» професійно займатися музикою.
Прізвисько «Шура», котре назавжди замінило йому справжнє ім'я, з'явилось зовсім випадково, коли на уроці учитель переплутав імена і назвав Сергія Шурою. Тепер він трохи біситься, коли його називають «Сергій», і сам завжди представляється Шурою.
Любов до музики «неоромантик» виникла в серці Шури раптово, коли в 1987 році він уперше почув групу «Depeche Mode». Цей день, у принципі, повністю змінив його життя, бо врешті-решт це захоплення привело Шуру до гурту «Скрябін». Шура був наймолодшим з учасників групи «Наша контора», лідером якої був Рой і яка грала музику «new wave». У 1989 році він організував разом з іншими учасниками «Нашої контори» групу «Гонзо і брати (Чужі сигарети)», почавши процес створення нових гуртів у стінах студії «Спати». Як і решті музикантів у «Спати», Шурі доводилось, окрім баяна, грати на ударних, бас-гітарі, і, нарешті, на клавішних. Шура брав участь в групах «Gpx-Drei» і «Тепло землі». Плодом співпраці з іншими гуртами була, разом з тим, пісня «Тіна, Тіна», яка зараз ходить по руках фанатів в аматорському записі. Її Шура записав зі Славком Пономарьовим.
У 1990 році, коли проєкт «Скрябін» заморозив свою діяльність, Шура поступив у Технологічний інститут в Могилеві, Білорусь. Там він учився два роки. Під час літніх канікул у 1991 році Шура взяв участь в проєкті «Андрій Кілл» (тимчасова назва групи «Скрябін»), котрий виступав на «Червоній Руті» в Запоріжжі.
В Могилеві, за словами Кузьми, Шура грав на весіллях з інститутською групою, але в їх репертуарі була лише «Група крові» КІНО і три власні панківські речі (на першому ж весіллі їх побили).
У 1992 році Шура перевівся у Львівський Торгово-економічний інститут, котрий у 1996 році закінчив зі спеціальністю комерсанта.
Переїхавши в кінці 1994 року в Київ, Шура спочатку жив на одній квартирі з Домішевським. Згодом він винаймав власну окрему квартиру, але там він бував рідко, бо весь час, вільний від роботи над «Sпати», чи тусувався по нічних клубах, чи спав. Пристрасть до сну — незмінна риса Шури, тому його «ранок» починався близько 14 години.
Захопившись рейверским рухом у 1994-95 роках Шура з допомогою Кузьми реалізував свій власний проєкт рейв-музики «Молотов-Цванціг».
До 1997 року Шура був остаточно захоплений музикою rave, industrial і т. д., але з виходом альбому «Depeche Mode» «Ultra» все змінилося. Шура захопився їх музикою. Тут йому посприяв Кузьма.
У 2001 Шура нарешті реалізує свій проєкт «Molotov 20» — «Mechanical love». Це було таке собі продовження-рімейк оригінального «Молотова».
У 2003 році, після сварки з Андрієм Кузьменком, Шура покинув гурт «Скрябін», пропрацювавши з ним 14 років, і пішов грати у гурт «Друга Ріка». Це сталося через рік після того, як гурт покинув Ростислав Домішевський.
У 2005 році Сергій реалізує свій етно-проєкт «Коралі» — українські народні пісні в сучасному аранжуванні. Згодом, у 2006 році, разом зі співачкою Мартою Шпак, Шура реалізує продовження цього проєкту, під назвою «Осяйні».
У 2006 році Шура разом з Дмитром Ципердюком створює і реалізує проєкт «Dazzle Dreams». У тому ж році, Шура реалізує продовження свого давнього проєкту «Molotov 20» — «Aerodinamique».
У червні 2007 «Dazzle Dreams» презентують свій дебютний альбом «Dazzle Dreams». Також поновлюється робота з Ростиком Домішевським над проєктом «EXO», створеним ще у 2004 році.
У 2007 році пише музику для студійного альбому Каті Chilly — «Я — молодая».
У 2016 році Шура підтримав пропозицію, щодо перейменування вулиці в Черкасах на честь Кузьми Скрябіна, при цьому додавши, що: «Коли Кузьма був живий, от тоді треба було цінувати його творчість, і його як людину».
Має дружину Наталію та двох синів —Артема та Дениса.

## Дискографія

### Скрябін
- 1989 — «Чуєш біль»
- 1992 — «Мова риб»
- 1993 — «Технофайт»
- 1995 — «Птахи»
- 1997 — «Мова риб»
- 1997 — «Казки»
- 1998 — «Танець пінгвіна»
- 1999 — «Хробак»
- 1999 — «Технофайт 1999»
- 1999 — «Еутерпа»
- 1999 — «Птахи повернулись»
- 2000 — «Модна країна»
- 2001 — «Стриптиз»
- 2002 — «Озимі люди»
- 2003 — «Натура»

### Molotov 20
- 1996 — «Molotov Zwanzig»
- 1998 — «Seks»
- 2001 — «Mechanical Love»
- 2005 — «Коралі» (сучасна інтерпретація традиційної української музики). Сергій Гера — автор композицій та продюсер альбому; його аранжування, програмування та редакція.
- 2006 — «Aerodinamique»
- 2006 — «Осяйні»
- 2021 — «20 Hammers»

### Друга Ріка
- 2003 — Два
- 2005 — Рекорди
- 2006 — Денніч
- 2008 — Мода
- 2009 — ￼￼THE BEST
- 2012 — Metanoia. Part 1
- 2014 — Supernation
- 2017 — Піраміда

### ЕХО
- 2007 — «ЕХО»

### Катя Chilly
- 2007 — «Я — молодая»

### Dazzle Dreams
- 2007 — «Dazzle Dreams»
- 2008 — «D.Dreams Sound System-Nepal»
- 2009 — «(Go! Go! Go!) Disco killers»
- 2012 — «Diva»

## Відео
- Шура про п'ятницю 13-го [Архівовано 3 липня 2014 у Wayback Machine.]